# 윤상도
윤상도(尹尙度, 1768년 ~ 1840년)는 조선 후기의 문신이다. 경기 양주 출생으로 자는 자정(子精)이고 본관은 파평(坡平)이다.

## 생애
1768년 경기도 양주목(현 경기도 양주시)에서 태어났다. 1807년 식년문과에 을과로 급제한 후 부사과 등을 역임했다. 
1830년 호조판서 박종훈, 유수 신위, 어영대장 유상량을 탐관오리라고 비난하며 탄핵하다가 왕의 미움을 받아 추자도에 유배되어 위리안치되었다. 
1840년 유배지에서 의금부로 압송되어 고문을 받다가 아들과 같이 능지처참되었다. 
이 때 김정희도 윤상도의 옥사에 연루되어 제주도에서 8년 동안 유배생활을 해야 했다.

## 가족 관계
- 증조부 : 윤수인(尹守仁)
  - 할아버지 : 윤취대(尹就大)
    - 아버지 : 윤성구(尹成九)
    - 어머니 : 이동운(李東運)의 딸
      - 부인 : 홍길순(洪吉順)[1]
        - 아들 : 윤한모(尹翰模)

## 참고 자료
- 순조실록(純祖實錄)
- 헌종실록(憲宗實錄)
- 국조방목(國朝榜目)